# جامعة الحاج لخضر (باتنة)
جامعة باتنة، يطلق عليها كذلك جامعة الحاج الأخضر نسبة إلى أحد قادة الثورة التحريرية. تقع في مدينة باتنة ، بالجزائر.

## كليات الجامعة
- كلية العلوم
- كلية التكنولوجيا
- كلية العلوم الاقتصادية وعلوم التسيير
- كلية الحقوق والعلوم السياسية
- كلية العلوم الاجتماعية والإسلامية
- كلية الآداب والعلوم الإنسانية

## معاهد الجامعة
- معهد الوقاية والأمن الصناعي
- معهد الهندسة المدنية، الري والهندسة المعمارية
- معهد العلوم البيطرية والعلوم الزراعية
- معهد علوم وتكنولوجيا النشاطات البدنية والرياضية

## مخابر البحث[4]
- مخبر الدراسات الاقتصادية المغاربية LEEM
- مخبر تحسين المنتجات الفلاحية وحماية الأنظمة البيئية<في المناطق الجافة LAPAPEZA
- مخبر : الكيمياء وكيمياء البيئة LCCE
- مخبر الدراسات الفيزيائية والكيميائية للموادLEPCM
- مخبر اقتصاد المؤسسة والتسيير التطبيقيLEEGA
- مخبر  أبحاث في التراث الفكري والأدبي الجزائريLRPILA
- مخبر  الشعرية LP
- مخبر الدراسات الاقتصادية للصناعة المحلية
- مخبر  حوار الحضارات والعولمة LDCM
- مخبر  الموسوعة الجزائرية الميسرة LEAF
- مخبر الحركة الوطنية والثورة التحريرية  LMNA
- مخبر العلوم الإسلامية في الجزائرLSIA
- مخبر إسهامات المغاربة في إثراء الدراسات الإسلامية LCMEEI
- مخبر الفيزياء الطاقوية المطبقة LPEA
- مخبر البحث في فيزياء الإشعاعات وتفاعلاتها مع المادة LRPRIM
- مخبرالبحث في المحيط والصحة والإنتاج الحيوانيLESPA
- مخبر تطوير نظم الجودة في مؤسسات التعليم العالي والثانوي
- مخبر سيكولوجية مستعمل الطريقLPUR
- مخبر الفاعلية والنشاط الكيميائيLCMVAR
- مخبر إدارة- نقل -إمدادLMTL
- مخبر علوم الأغذية LSA
- مخبر الأمن في منطقة المتوسط: إشكالية وحدة وتعدد المضامينLSRMPUDI
- مخبر تطوير تقنيات وقاية النباتات في الأنظمة الزراعية الجبلية: حال منطقة الاوراس LATPPAM
- مخبر: اقتصاديات استثمارات الطاقة المتجددة وإستراتيجيات تمويل المناطق النائية LEIERSF-ZE
- مخبر المجتمع والأسرة LSF
- مخبرالديناميات الاجتماعية في لأوراس LDSA
- مخبرالفقه الحضاري ومقاصد الشريعة LCCUIPS
- مخبر الطفل، المدينة والبيئة LEVE
- مخبر دراسة ونمدجة  الظواهر المعمارية والعمرانية  من الفكرة إلى الاستعمال LEMPAU
- مخبر الهندسة المعمارية والعمران والنقل الحضري: سكن، منظر وحركة حضرية LAUTr-HPM
- مخبر الدراسات السوسيو-اقتصادية للحياة اليومية LESEVQ
- مخبر: المتخيل الشفوي بين حضارة المشافهة من جهة، وحضارتي الكتابة والصورة من جهة أخرى LIOCOCEI
- مخبر التطبيقات النفسية في الوسط العقابي LAPMC
- مخبر الجزائر: دراسات في التاريخ والثقافة و المجتمعLAHCS
- مخبر: بنك الاختبارات النفسية والمدرسية والمهنية LBTPSP